# Gruix del núvol

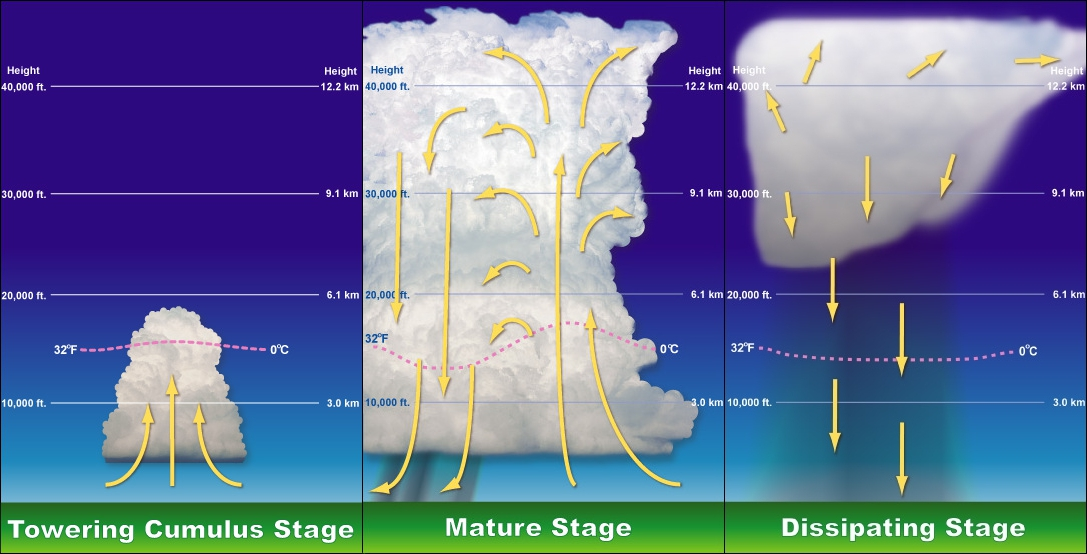
Gruix del núvol convectiu entre la seva base i el cim durant diversos estadis del seu cicle

El gruix del núvol o extensió vertical del núvol, és la distància entre la base del núvol i el cim del núvol. Tradicionalment s'expressa ja sia en metres, o com a diferència de pressió hectopascals (hPa, equivalent a mil·libar).

## Mesurement
El gruix del núvol no es mesura directament sinó com mesuraments separats de les altituds de la base i del cim del núvol.

## Importància en meteorologia i clima
El gruix del núvol sovint està relacionat amb la intensitat de la precipitació atmosfèrica generada per un núvol. Per exemple, els núvols cumulonimbes es poden desenvolupar verticalment a través d'una part important de la troposfera i sovint resulten en tempestes de llamps i trons i forts ruixats. En canvi, el núvols prims (com per exemple, els cirrus) no generen cap precipitació a la superfície de la Terra.
Per a una exposició de l'impacte dels núvols en el clima, vegeu: IPCC Third Assessment Report, en particular el capítol 7.2.